# Мајснеров ефекат
Мајснеров ефекат (или Мајснер-Оксенфелдов ефекат) је појава ишчезавања магнетског поља у унутрашњости суперпроводника. Растојање до којег поље продире у унутрашњост познато је као Лоноднова дубина продирања. Ово активно потискивање магнетског поља треба разликовати од идеалног дијамагнетизма. Ефекат су открили Валтер Мајснер и Роберт Оксенфелд 1933. године. Мајнсеров ефекат је једна од кључних особина суперпроводника и преко њега је утврђено да до појаве суперпроводљивости долази фазним прелазом.

## Теорија
Теоријско објашњење Мајснеровог ефекта може се добити из Лондонове једначине и једне од Максвелових једначина
{\displaystyle \nabla \times J_{d}={\frac {-{\vec {B}}}{\mu _{0}\lambda ^{2}}}}
је Лондонова једначина, где је {\displaystyle J_{d}} густина струје, {\displaystyle B} магнетна индукција и {\displaystyle \lambda } дубина продирања.
{\displaystyle \nabla \times {\vec {B}}=\mu _{0}J_{d}}
је једна од Максвелових једначина.
Пошто је магнетно поље соленоидално имамо релацију
{\displaystyle \nabla \times \nabla \times {\vec {B}}=-\nabla ^{2}{\vec {B}}}
коришћењем горњих израза показано је да је
{\displaystyle \nabla ^{2}B={\frac {B}{\lambda ^{2}}}}
Пошто је Лапласијан магнетне индукције једнак нули, следи да поље унутар суперпроводника, ван дубине продирања, опада до нуле.